# Musculi infrahyoidei
Als Musculi infrahyoidei (lat. für „Unterzungenbeinmuskeln“) fasst man die folgenden vier Skelettmuskeln zusammen:
- Musculus sternohyoideus
- Musculus omohyoideus
- Musculus sternothyroideus
- Musculus thyrohyoideus

Die Funktion der Musculi infrahyoidei besteht unter anderem darin, das Zungenbein nach unten (kaudal) zu ziehen und das Brustbein und den Schultergürtel nach oben zu ziehen (Hilfsmuskeln beim Atmen und Schlucken).